# Marjan Šarec
Marjan Šarec, slovenski igralec, radijski novinar, imitator in politik, * 2. december 1977, Ljubljana.
Odraščal je v Kamniku, kjer je obiskoval tudi osnovno in srednjo šolo. Po maturi se je vpisal na študij dramske igre na Akademiji za gledališče, radio, film in televizijo. Kasneje je deloval kot samostojni igralec, imitator in novinar. Leta 2010 je bil izvoljen za župana Občine Kamnik in funkcijo opravljal dva mandata - do leta 2018. 
31. maja 2017 je najavil kandidaturo za predsednika Republike Slovenije. S takratnim predsednikom Borutom Pahorjem se je uvrstil v drugi krog, kjer ga je premagal Pahor. Kasneje je napovedal, da se bo s svojo lokalno Listo Marjana Šarca podal na državno raven in nastopil v državnozborskih volitvah leta 2018. Stranka je osvojila 13 poslanskih mest in pristala na drugem mestu. Po tem, ko relativni zmagovalec volitev Janez Janša ni sprejel mandata za sestavo vlade, ga je Pahor podelil Šarcu. 17. avgusta 2018 je bil izvoljen za predsednika Vlade Republike Slovenije. 29. januarja 2020 je s premierskega mesta odstopil in se vrnil v poslanske klopi.
Na državnozborskih volitvah leta 2022 je Lista Marjana Šarca doživela padec podpore in izpad iz Državnega zbora Republike Slovenije. Kljub temu je mandatar 15. slovenske vlade Robert Golob tudi Šarca povabil k sodelovanju, 1. junija 2022 je prisegel kot minister za obrambo. Na položaju je ostal do 16. julija, ko je postal poslanec v Evropskem parlamentu.

## Mladost
Končal je osnovno šolo Marije Vere na Duplici pri Kamniku. Šolanje je nadaljeval na Srednji lesarski šoli v Ljubljani in leta 1996 opravil maturo. Na prigovarjanje režiserja Marjana Bevka, ki je prepoznal njegov talent, se je vpisal na ljubljansko Akademijo za gledališče, radio, film in televizijo. Doštudiral je dramsko igro in umetniško besedo pri profesorju Borisu Cavazzi. Zaposlitev je dobil kot novinar na RTV Slovenija, kjer je že v času študija delal honorarno. Sprva je delal na radiu, nato na televiziji, kjer je s svojim talentom imitiral mnogo znanih slovenskih osebnosti, med njimi predvsem politike kot so Janez Drnovšek, Janez Janša, Andrej Bajuk, Sašo Peče, Anton Rop, Jelko Kacin, Danilo Türk in Karl Erjavec, igral pa je tudi vloge izmišljenih likov, kot sta na primer Ivan Serpentinšek in gospa Greta.

## Lokalna politika
Šarec je 8. septembra 2010 najavil kandidaturo za župana mesta Kamnik na lokalnih volitvah 2010. Kandidiral je kot neodvisni kandidat s podporo (zbrani podpisi) volivk in volivcev in Liste Toneta Smolnikarja za Kamnik. 24. oktobra 2010 je v drugem krogu lokalnih volitev s 53,45-odstotno podporo volivcev premagal protikandidata Braneta Goluboviča in postal župan občine Kamnik.
Jeseni leta 2014 je ponovno kandidiral za župana občine Kamnik in zmagal v prvem krogu s skoraj 64% podpore.
Bil je eden izmed 571 podpisnikov Peticije zoper cenzuro in politične pritiske na novinarje v Sloveniji.

## Državna politika

### Predsedniške volitve 2017
31. maja 2017 je naznanil kandidaturo na volitvah predsednika Republike Slovenije 2017. V volilni kampanji je zagovarjal predvsem vstop nove generacije v politiko. Za slogan kampanje je izbral "Človek. Skupnost. Država", medijsko opazen pa je bil tudi njegov promocijski avtobus. Analitiki so tekom soočenj Šarcu očitali brezvsebinskost, saj se držal plitkejših stališč in stalnih fraz v zvezi z malimi ljudmi, novo generacijo. V drugi krog sta se uvrstila s tedanjim predsednikom Borutom Pahorjem. Ta mu je v nadaljnjih soočenjih očital naivnost in obračanje nazaj.
| Kandidat | Kandidat     | Prvi krog  | Prvi krog | Drugi krog | Drugi krog |
| Kandidat | Kandidat     | Št. glasov | %         | Št. glasov | %          |
| -------- | ------------ | ---------- | --------- | ---------- | ---------- |
|          | Marjan Šarec | 186.235    | 24,76 %   | 334.239    | 46,91%     |

### Poslanec v državnem zboru
Na državnozborskih volitvah 2018 je bil na listi lastne stranke Lista Marjana Šarca izvoljen za poslanca. Po izvolitvi na mesto mandatarja nove vlade ga je v poslanski klopi zamenjala Karla Urh.
Po odstopu z mesta predsednika vlade in izvolitvi nove, 14. vlade Republike Slovenije, se je Šarec vrnil v parlament. Postal je član odbora za obrambo in odbora za zunanjo politiko.
Na državnozborskih volitvah leta 2022 je Lista Marjana Šarca doživela padec podpore in izpadla iz Državnega zbora Republike Slovenije. Stranka se je nato pripojila h Gibanju Svoboda, s čimer je tudi Šarec vnaprej ostal aktiven v politiki.

### Predsednik vlade
Glej tudi: 13. vlada Republike Slovenije
17. avgusta 2018 je bil v Državnem zboru izvoljen za 11. predsednika vlade Republike Slovenije. Čez slab mesec, 13. septembra 2018 so poslanci potrdili novo vlado - prvo manjšinjsko v zgodovini Slovenije - v sestavi Lista Marjana Šarca, SD, Stranka modernega centra, DeSUS, Stranka Alenke Bratušek ter projektna partnerica manjšinske vlade Levica. Šarcu in vladi je podpora na javnomnenjskih anketah rasla, nekajkrat se je Šarec zavihtel tudi na vrh najbolj priljubljenih politikov, vlado pa je podpiralo okoli 60 % vprašancev. V prvem letu vladanja, je koalicija sestavila najtežji proračun v zgodovini Slovenije, ki naj bi ga potrjevali jeseni 2019, Šarec pa naj bi na glasovanje vezal tudi zaupnico. Ta bi lahko bila vprašljiva, saj se je Levica večkrat izrekla o premisleku, ali bo vladno koalicijo še podpirala, saj le-ta naj ne bi udejanila projektov iz dogovora o sodelovanju.
Ob obletnici izvolitve na mesto predsednika vlade so mediji objavili primerjave z enakim obdobjem delovanja prejšnjih vlad, ki so pokazale delno uspešnost Šarčeve koalicije. V prvem letu so Šarčevo koalcijio iz različnih razlogov zapustili štirje ministri: kohezijski minister Marko Bandelli, kulturni Dejan Prešiček, okoljski Jure Leben in zdravstveni Samo Fakin, ter nekaj državnih sekretarjev. Velik trn v peti vlade, zaradi katerih je le-ta prejela tudi več očitkov s sodstva, je udejanjanje sodb. V javnosti sta od 14 neizpoljnjenih v oči najbolj bodla Zakon o podrejencih ter Zakon o financiranju osnovnega šolstva. Ustavno sodišče je vladi pred leti naložilo, da mora v zvezi s slednjim, javno-veljavni ter razširjeni program (varstvo, podaljšano bivanje ...) v zasebnih šolah državah plačevati kot v javnih, torej 100 %. Slovenska demokratska stranka je zaradi neaktivnosti vlade na tem področju zoper Šarca vložila ustavno obtožbo, ki 29. januarja 2019 v Državnem zboru ni bila izglasovana. V nadaljnjih aktivnostih je minister za šolstvo, znanost in šport Jernej Pikalo pripravil zakon, ki bi kljub ustavni odločbi javno veljavni program financiral 100 odstotno, razširjenega pa sploh ne. Državni svet je čez nekaj dni na zakon izglasoval veto, v vnovičnem glasovanju v Državnem zboru pa vladi ni uspelo zagotoviti absolutne večine, zaradi česar je zakon padel.
V prvi polovici leta 2019 je vlada sprejela šest novih zakonov ter 74 zakonskih predlogov, popravila je nekaj sto predpisov, kar je izrazito manj od štirih predhodnih koalicij.
V začetku oktobra 2019 je po sejah Komisije za nadzor obveščevalno-varnostnih služb da naj bi Marjan Šarec preko svetovalca za nacionalno varnost Damirja Črnčca ali direktorja SOVE Rajka Kozmelja osebni prijateljici priskrbel zaposlitev na SOVI. Šarec je za medije potrdil, da dano osebo pozna, a da je že dolgo ni srečal in zanikal obtožbe.

#### Odstop
Po odstopu finančnega ministra Andreja Bertonclja, je Marjan Šarec istega dne, 27. januarja 2020, odstopil z mesta predsednika vlade. Na novinarski konferenci je dejal, da se na terenu veliko pogovarja z ljudmi, ki mu zaupajo svoje težave. S 13 poslanci in svojo koalicijo teh naj ne bi mogel izpolniti, lahko pa bi jih po volitvah. Državni zbor se je z odstopom seznanil 29. januarja, s čimer je celotni vladi potekel mandat, do nastopa nove vlade pa je opravljala tekoče posle. 3. marca 2020 ga je nasledil Janez Janša, prvak Slovenske demokratske stranke. Šarec je nadalje večkrat kritiziral delo tretje Janševe vlade, med drugim se je odločil za bojkot proslave ob dnevu državnosti leta 2022.

### Minister za obrambo
Po izpadu Šarčeve stranke iz parlamenta, je predsednik Gibanja Svoboda Robert Golob napovedal, da bosta Marjan Šarec in Alenka Bratušek, katere stranka je prav tako ostala izven državnega zbora, postala člana njegove vlade. Marjana Šarca je predvidel za mesto ministra za obrambo. Pred pristojnim parlamentarnim odborom je bil zaslišan 30. maja 2022, na položaju pa je uradno prisegel 1. junija 2022. 8. junija 2022 je zbor članov stranke izglasoval priključitev LMŠ h Gibanju Svoboda.
V začetku njegovega mandata je vlada Roberta Goloba odstopila od nakupa 45 osemkolesnikov boxer, za kar je predhodna tretja Janševa vlada pogodbo podpisala nekaj dni pred koncem mandata. Odstop je vlada argumentirala s prihrankom v višini vsaj 400 milijonov evrov. Šarčev mandat je potekal tudi v času dveh velikih katastrof za Slovenijo; v času požarov na Krasu poleti 2022 ter poplav avgusta 2023, ko je bil aktiviran tudi načrt Vihra, v katerem na terenu pomaga tudi Slovenska vojska.
31. avgusta 2023 je Ministrstvo za obrambo Republike Slovenije objavilo razpis za dokumentarno realistično serijo Vojak v akciji. Ministrstvo je zapisalo, da želi s projektom spodbuditi zanimanje za vojaški poklic in promovirati zaposlovanje v Slovenski vojski. Na razpis sta prejeli dve ponudbi; prva v vrednosti 777 tisoč evrov in druga v vrednosti 1,9 milijona evrov, obe z vštetim davkom na dodano vrednost. Ker prva ponudba ni imela zadostnih dokazov, je komisija izbrala drugo. Mediji so ob tem objavili, da izbrano podjetje nima prihodkov in zaposlenih, račun pa je odprlo mesec dni pred objavo razpisa. Podjetje vodi nekdanji član Enote za specialno delovanje Luka Zorenč. Državnozborska komisije za nadzor javnih financ je na nujni seji na Komisijo za preprečevanje korupcije naslovila poziv, da razišče sum korupcije in kršitve integritete. Marjan Šarec je zavrnil očitke in projekt opravičil s pridobivanjem novih kadrov za vojsko. Opozicija je ministru očitala tudi razsipavanje z denarjem v času sanacije po poplavah. Visokim stroškom projekta je nasprotoval tudi vojaški sindikat, zaradi domnevne korupcije pa se je naproti Šarcu postavila tudi poslanka Gibanja Svoboda Mojca Šetinc Pašek.
Po prenehanju mandata Ireni Šinko je Šarec začasno prevzel vodenje ministrstva za kmetijstvo, gozdarstvo in prehrano.

### Evropski poslanec
Stranka Gibanje Svoboda je Šarca uvrstila na kandidatno listo za evropske volitve leta 2024. Kandidiral je na 6. mestu na listi in bil s 14.596 preferenčnimi glasovi izvoljen na mesto poslanca v Evropskem parlamentu. Na položaju obrambnega ministra je ostal do ustanovne seje novega sklica Evropskega parlamenta, 16. julija 2024, ko ga je na obrambnem resorju začasno nasledil predsednik vlade Robert Golob. Šarec je postal član odbora za promet in turizem.

## Zasebno
Poročen je z ženo Barbaro, s katero imata dve hčeri – Vivijano (rojena 2007) in Gabrijelo (rojena 2009). Družina živi v Šmarci pri Kamniku.